# Geomatiker
Die Geomatik oder Geoinformationstechnik ist in allen deutschsprachigen Ländern ein Lehrberuf.

## Ausbildungsdauer und Struktur

### Deutschland

Struktur der Berufe in der Geoinformationstechnologie

Die Geomatik ist in Deutschland ein staatlich anerkannter Ausbildungsberuf nach dem Berufsbildungsgesetz.
Die Ausbildungszeit zum Geomatiker beträgt in der Regel drei Jahre. Die Ausbildung erfolgt an den Lernorten Betrieb und Berufsschule.
Der Beruf ist in einer gemeinsamen Ausbildungsordnung über die Berufsausbildung in der Geoinformationstechnologie verordnet. Diese Berufsgruppe besteht aus den beiden Berufen
- Geomatiker
- Vermessungstechniker mit den Fachrichtungen Vermessung und Bergvermessung.

Die Inhalte der ersten zwölf Monate sind in beiden Berufen identisch. In diese Berufsgruppe sind die drei Vorgängerberufe Bergvermessungstechniker, Kartograph und Vermessungstechniker eingeflossen. Der Kartograph sowie der Bergvermessungstechniker wurden anschließend aufgehoben, während der Vermessungstechniker ebenfalls neu geordnet wurde.
Die Zeugnisübergabe an die ersten fertig ausgebildeten Geomatiker Deutschlands fand am 20. Juli 2012 in Magdeburg (Land Sachsen-Anhalt) statt.

### Schweiz
In der Schweiz heißt die berufliche Grundbildung Geomatiker/in EFZ. Die Ausbildung dauert vier Jahre. Die angebotenen Schwerpunkte sind Amtliche Vermessung, Geoinformatik und Kartografie.

### Österreich
Der äquivalente Lehrberuf in Österreich heißt Geoinformationstechnik und hat eine Ausbildungszeit von drei Jahren. Geoinformationstechniker erstellen und aktualisieren Pläne (z. B. Stadtpläne), Landkarten (z. B. Wander- und Straßenkarten, Atlanten), Industriekarten und geologische Karten. Sie übernehmen geologische Daten von Satelliten- oder GPS-Messungen, werten sie aus und stellen sie mit unterschiedlichen kartografischen Techniken dar. Geoinformationstechniker arbeiten in kartografische Anstalten und Verlagen im Team mit Berufskollegen und verschiedenen Fachkräften z. B. aus dem Druckereibereich.

## Arbeitsgebiete
Geomatiker sind Experten auf dem Gebiet der Geoinformation. Sie sind im öffentlichen Dienst tätig, etwa in Dienststellen des Vermessungs-, Kataster- und Geoinformationswesens. Sie können aber auch in der Privatwirtschaft arbeiten, z. B. in Betrieben und Verlagen der Kartografie oder in Unternehmen der Fernerkundung.
Geomatiker kümmern sich um die gesamte Prozesskette, die bei der Bearbeitung von Geodaten anfallen. Sie beginnt bei der Erfassung und Beschaffung der Daten. Geomatiker müssen dabei vermessungstechnische Methoden und Methoden der Fernerkundung unterscheiden können und Lagevermessungen, Höhenvermessungen oder satellitengestützte Vermessungen durchführen. Die erhobenen Daten werden anschließend bereinigt und für die weitere Verarbeitung bereitgestellt.
Geomatiker prüfen Geodaten auf Aktualität, Korrektheit, Vollständigkeit, Plausibilität und Genauigkeit. Sie berechnen Lage, Höhe, Flächen und Volumen von Geodaten und stellen die Daten in Plänen, Karten und Datenmodellen dar.
Schlussendlich sind sie auch in der Lage, Datenaustauschformate zu unterscheiden, Daten zu konvertieren und Daten aus verschiedenen Quellen zu bewerten, zu interpretieren und zusammenzuführen. Sie können Geodaten auch in andere Bezugssysteme transformieren, klassifizieren, generalisieren und aktualisieren.

## Berufliche Fähigkeiten
Im Zuge der Neuordnung im Jahr 2010 haben Sachverständige aus der Praxis die beruflichen Fähigkeiten von Geomatikern in einem Ausbildungsprofil beschrieben:
Geomatiker
- erfassen und beschaffen Geodaten,
- verarbeiten, verwalten und veranschaulichen Geodaten,
- modellieren Geodaten und bereiten sie in unterschiedlichen Formaten für verschiedene Medien auf,
- nutzen Informations- und Kommunikationstechnik der Geomatik,
- führen Aufträge unter Verwendung von Geodaten kundenorientiert durch,
- wirken bei der Kundenberatung mit und wenden Marketingstrategien an,
- wenden Methoden der visuellen Kommunikation und der grafischen Gestaltung von Karten an,
- beherrschen die Vermittlung und Darstellung komplexer räumlicher Sachverhalte,
- setzen Geodaten in Karten, Präsentationsgrafiken und multimediale Produkte um,
- wenden Informations- und Kommunikationstechniken an,
- beachten berufsbezogene Rechts- und Verwaltungsvorschriften,
- wenden naturwissenschaftliche und mathematische Grundlagen der Geoinformationstechnologie an,
- arbeiten teamorientiert und qualitätssichernd[4].

## Zwischen- und Abschlussprüfung

### Abschlussprüfungen in Deutschland
In diesem Beruf findet eine konventionelle Zwischen- und Abschlussprüfung statt.

#### Zwischenprüfung
Der Geomatiker absolviert zum Beginn des zweiten Ausbildungsjahres eine Zwischenprüfung, um den Leistungsstand des Auszubildenden feststellen zu können. Sie besteht aus fallorientierten schriftlichen Aufgaben, die in 120 Minuten zu lösen sind. Der Geomatiker weist nach, dass er
a) naturwissenschaftliche und mathematische Grundlagen der Geoinformationstechnologie anwenden,
b) berufsbezogene Rechts- und Verwaltungsvorschriften, Normen und Standards berücksichtigen,
c) erhobene Daten übertragen, sichern, bereinigen, für die weitere Bearbeitung bereitstellen und
d) Daten bearbeiten, qualifizieren, visualisieren sowie Ergebnisse dokumentieren kann.

#### Abschlussprüfung
Durch die Abschlussprüfung wird die berufliche Handlungskompetenz der Geomatiker festgestellt.
Die Abschlussprüfung besteht aus insgesamt fünf Prüfungsbereichen:
1. Prüfungsbereich „Geodatenprozesse“
2. Prüfungsbereich „Geodatenpräsentation“
3. Prüfungsbereich „Geoinformationstechnik“
4. Prüfungsbereich „Geodatenmanagement“
5. Prüfungsbereich „Wirtschafts- und Sozialkunde“

##### Prüfungsbereich „Geodatenprozesse“
Der Auszubildende soll in diesem Prüfungsbereich nachweisen, dass er

a) Geodaten nach unterschiedlichen Methoden erfassen,
b) Geodaten verarbeiten und qualifizieren,
c) Geodaten zusammenführen und auswerten,
d) Geodaten visualisieren und präsentieren,
e) die mathematischen und naturwissenschaftlichen Grundlagen der Geoinformationstechnologie anwenden,
f) Arbeitsprozesse im Team planen und durchführen,
g) Arbeitsergebnisse kontrollieren und bewerten,
h) qualitätssichernde Maßnahmen anwenden und
i) Arbeitsprozesse erläutern kann.

Der Auszubildende führt einen betrieblichen Auftrag durch, der mit prozess- und produktbezogenen Unterlagen dokumentiert wird. Anschließend führt er ein Fachgespräch mit dem Prüfungsausschuss. Für die Durchführung des betrieblichen Auftrags hat der Auszubildende insgesamt 20 Stunden Zeit. Das Fachgespräch dauert höchstens 30 Minuten.

##### Prüfungsbereich „Geodatenpräsentation“
In diesem Prüfungsbereich erstellt der Auszubildende in maximal sieben Stunden ein Prüfungsstück. Auch hier wird ein Fachgespräch von maximal 20 Minuten Dauer geführt. Hinzu kommt eine Präsentation von maximal 10 Minuten Dauer.
Der Auszubildende weist in diesem Prüfungsbereich nach, dass er
a) Geodaten zu Marktprodukten aufbereiten,
b) Produktinformationen kundenorientiert erstellen und präsentieren sowie
c) rechtliche Vorschriften, Normen und Standards berücksichtigen kann.

Dem Auszubildenden werden vor der Prüfung vom Prüfungsausschuss drei Alternativen zur Wahl gestellt, aus denen er sich für eine entscheiden muss.

##### Prüfungsbereich „Geoinformationstechnik“
Der Auszubildende bearbeitet in 90 Minuten fallorientierte schriftliche Aufgaben. Er weist damit nach, dass er
a) mit Netzwerken, Geodatenbanken und Geodateninfrastrukturen umgehen,
b) mit Metainformationssystemen umgehen,
c) die mathematischen und naturwissenschaftlichen Grundlagen der Geoinformationstechnologie anwenden,
d) die Normen und Standards bei den Arbeitsprozessen berücksichtigen und
e) Vorgaben der Datensicherheit berücksichtigen kann.

##### Prüfungsbereich „Geodatenmanagement“
Der Auszubildende bearbeitet in weiteren 90 Minuten erneut fallorientierte schriftliche Aufgaben. Dabei wird nachgewiesen, dass er
a) Geodaten nach unterschiedlichen Methoden erfassen,
b) Geodaten qualifizieren,
c) grafische Gestaltungsmittel zur Visualisierung von Geodaten einsetzen,
d) die mathematischen und naturwissenschaftlichen Grundlagen der Geoinformationstechnologie anwenden,
e) Arbeitsergebnisse kontrollieren und bewerten,
f) qualitätssichernde Maßnahmen anwenden und
g) Arbeitsprozesse erläutern kann.

##### Prüfungsbereich „Wirtschafts- und Sozialkunde“
Der Auszubildende soll in diesem Prüfungsbereich in 60 Minuten nachweisen, dass er allgemeine wirtschaftliche und gesellschaftliche Zusammenhänge der Berufs- und Arbeitswelt darstellen und beurteilen kann.

##### Gewichtung der Prüfungsbereiche
Die Prüfungsbereiche werden wie folgt gewichtet:

| Geodatenprozesse             | 40 Prozent |
| Geodatenpräsentation         | 15 Prozent |
| Geoinformationstechnik       | 15 Prozent |
| Geodatenmanagement           | 20 Prozent |
| Wirtschafts- und Sozialkunde | 10 Prozent |

##### Bestehensregelung
Um die Prüfung zu bestehen, müssen die Leistungen des Auszubildenden
1. im Gesamtergebnis mindestens „ausreichend“,
2. im Prüfungsbereich Geodatenprozesse mindestens „ausreichend“,
3. in mindestens drei der übrigen Prüfungsbereiche mindestens „ausreichend“
4. in keinem Prüfungsbereich „ungenügend“

bewertet worden sein.
Eine mündliche Ergänzungsprüfung von etwa 15 Minuten Dauer ist in den Prüfungsbereichen möglich, in denen ausschließlich schriftliche Leistungen erbracht wurden. Voraussetzung ist, dass mit der Ergänzungsprüfung die Abschlussprüfung bestanden werden kann. Eine mündliche Ergänzungsprüfung zur Verbesserung der Note ist nicht möglich.

### Abschlussprüfungen in der Schweiz
Im Jahr 2010 trat in der Schweiz der neue Bildungsplan in Kraft.
Am Ende der beruflichen Grundbildung zum Geomatiker/in EFZ wird ein Qualifikationsverfahren durchgeführt.

#### Qualifikationsverfahren
Im Qualifikationsverfahren mit Abschlussprüfung werden die nachstehenden Qualifikationsbereiche wie folgt geprüft:
1. Praktische Arbeit im Umfang von 24–120 Stunden als individuelle praktische Arbeit (IPA) oder 12–16 Stunden als vorgegebene Arbeit. Die zuständige kantonale Behörde entscheidet die Prüfungsform. Die lernende Person muss zeigen, dass sie fähig ist, die geforderten Tätigkeiten fachlich korrekt sowie bedarfs- und situationsgerecht auszuführen. Die Lerndokumentation und die Unterlagen der überbetrieblichen Kurse dürfen als Hilfsmittel verwendet werden.
2. Berufskenntnisse im Umfang von 3½ bis 4 Stunden. Dieser Qualifikationsbereich wird gegen Ende der beruflichen Grundbildung geprüft. Die lernende Person wird schriftlich oder sowohl schriftlich wie mündlich befragt. Wird eine mündliche Prüfung durchgeführt, so dauert diese höchstens 1 Stunde.
3. Allgemeinbildung. Der Qualifikationsbereich richtet sich nach der Verordnung des BBT vom 27. April 2006 über die Mindestvorschriften für die Allgemeinbildung in der beruflichen Grundbildung.

In jedem Qualifikationsbereich beurteilen mindestens zwei Prüfungsexpertinnen oder -experten die Leistungen.

##### Bestehen, Notenberechnung, Notengewichtung"
Das Qualifikationsverfahren mit Abschlussprüfung ist bestanden, wenn:
- der Qualifikationsbereich «praktische Arbeit» mit der Note 4 oder höher bewertet wird.
- die Gesamtnote 4 oder höher erreicht wird.
Die Gesamtnote ist das auf eine Dezimalstelle gerundete Mittel der gewichteten

Noten der einzelnen Qualifikationsbereiche der Abschlussprüfung sowie der
gewichteten Erfahrungsnote.
- Die Erfahrungsnote ist das auf eine ganze oder halbe Note gerundete Mittel aus der

Summe aller Semesterzeugnisnoten des berufskundlichen Unterrichts.
Für die Berechnung der Gesamtnote werden die einzelnen Noten wie folgt gewichtet:
- Praktische Arbeit: 50 %
- Berufskenntnisse: 20 %
- Allgemeinbildung: 20 %
- Erfahrungsnote: 10 %

##### Wiederholungen
Die Wiederholung des Qualifikationsverfahrens richtet sich nach Artikel 33 BBV.
Muss ein Qualifikationsbereich wiederholt werden, so ist er in seiner Gesamtheit zu wiederholen.
Wird die Abschlussprüfung ohne erneuten Besuch der Berufsfachschule wiederholt,
so wird die bisherige Erfahrungsnote beibehalten.
Wird der berufskundliche Unterricht während mindestens 2 Semestern wiederholt, so zählen für die Berechnung der Erfahrungsnote nur die neuen Noten.

##### Spezialfall
Hat eine lernende Person die Vorbildung außerhalb der geregelten beruflichen Grundbildung erworben und die Abschlussprüfung nach dieser Verordnung absolviert, so entfällt die Erfahrungsnote.
Für die Berechnung der Gesamtnote werden die einzelnen Noten wie folgt gewichtet:
1. praktische Arbeit: 50 %
2. Berufskenntnisse: 30 %
3. Allgemeinbildung: 20 %